# Czerovszky Henriett
Czerovszky Henriett (1972. augusztus 25.) magyar vokalista, háttérénekes, színésznő.

## Színházi szerepei
A Színházi adattárban regisztrált bemutatóinak száma: 3.
| Darab                     | Szerep | Színház                  | Bemutató           | Forrás |
| ------------------------- | ------ | ------------------------ | ------------------ | ------ |
| A dzsungel könyve         | Tuna   | Vörösmarty Színház       | 1998. január 9.    | [ 3 ]  |
| Ég és Föld                | Angéla | Veszprémi Petőfi Színház | 1996. december 20. | [ 4 ]  |
| Rémségek csöpp kis boltja | N/A    | Jászai Mari Színház      | 1998. október 2.   | [ 5 ]  |